# 蓬唐
蓬唐是巴西南大河州的一个市镇。总面积505.713平方公里，总人口3904人，人口密度7.7人/平方公里。